# Hyotissa inermis
Hyotissa inermis is een tweekleppigensoort uit de familie van de Gryphaeidae. De wetenschappelijke naam van de soort is voor het eerst geldig gepubliceerd in 1871 door G.B. Sowerby II.